# Maison de Chaylus
La maison de Chaylus est une maison située en France sur la commune de Virargues (Cantal), en région Auvergne-Rhône-Alpes.

## Localisation
Le monument se trouve dans le lieu-dit d'Auxillac.

## Historique
L’édifice, construit à la fin du XVIe siècle, est vraisemblablement l’œuvre de Pierre de Béral, chirurgien attaché à Henri IV. En 1763, une aile à usage de communs est ajoutée au nord-ouest. À la fin du XVIIIe siècle, la maison est cédée par la famille Béral au chanoine de Sauret de Chaylus.

### Protection
La maison est inscrite au titre des monuments historiques par arrêté du 30 juin 1987.

## Description
La demeure forme un quadrilatère à deux niveaux sur caves, avec un vaste comble. Un escalier de pierre voûté dessert les étages jusqu'aux combles. Chaque étage comprend quatre pièces avec de grandes cheminées, couvertes de boiseries. À l’étage, ces boiseries délimitent des alcôves. Les plafonds à la française sont en bois mouluré.